# Le Château hanté (pel·lícula de 1897)
Le Château hanté és una pel·lícula muda del 1897 dirigida per Georges Méliès. El film tracta sobre un home que entra a un castell encantat i és constantment assetjat per esperits dins del castell.

## Argument
Dos homes entren a una habitació en un castell, on un li ofereix una cadira a l'altre, i després surt. L'home intenta asseure's, però la cadira es mou i ell cau a terra. Quan intenta acostar-se a la cadira, comença a aparèixer-se un fantasma, després un esquelet, i després un cavaller armat; per a després desaparèixer completament. Posteriorment, l'home es troba confrontant al Diable. Intenta escapar, però és interceptat per un fantasma.

## Producció i estrena
La pel·lícula marca la segona aparició del Diable com a personatge en un film de Méliès (el primer va ser Le Manoir du diable l'any anterior). Els efectes especials de la pel·lícula van ser creats usant la tècnica stop trick. En un moment del film, la transformació de la figura fantasmagòrica en un cavaller armat, prefigura nombrosos gags visuals que involucraven armadures que es van convertir en populars durant la era muda del cinema de comèdia.
Le Château hanté va ser estrenada per la Star Film Company de Méliès i posseeix el número 96 en els seus catàlegs. El pioner del cinema anglès George Albert Smith, un amic i col·lega de Méliès, va ser un dels compradors de la pel·lícula; i ell mateix va experimentar extensivament amb temes similarment fantasmals en les seves pròpies pel·lícules realitzades en la mateixa època.
La pel·lícula va ser la primera obra de Méliès acolorida a mà al laboratori de coloració dirigit per Elisabeth Thuillier. Sobreviu una impressió acolorida a mà: el seu esquema de color directe utilitza un to vermell per a ajudar els personatges a destacar-se del fons pintat (encara que els tons també ajuden a distreure la vista dels trucs d'edició utilitzats). Méliès va arribar a fer que Thuillier i els seus treballadors acolorissin a mà moltes de les seves pel·lícules; les col·laboracions posteriors entre Méliès i Thuillier van ser molt més elaborades en el seu ús del color.